# Virginia Association
La Virginia Association furono una serie di accordi riguardanti blocchi d'importazione adottati dai Virginiani nel 1769 per accelerare la ripresa economica e opporsi ai Townshend Acts. Ideata da George Washington, redatta da George Mason e approvata dalla Virginia House of Burgesses nel maggio 1769, la Virginia Association rappresentò un modo per i Virginiani di unirsi contro le continue tasse e il controllo del commercio britannici. La Virginia Association servì da modello e precursore della più ampia e potente Continental Association del 1774.

## Contesto
L'adozione delle risoluzioni della Virginia Association fu preceduta da una spinta dei virginiani del nord per espandere l'industria nazionale. A partire dalla metà degli anni Sessanta del Settecento, la maggior parte dei virginiani fu fortemente colpita da una lieve recessione economica. Il rallentamento economico fu il risultato dei gravi costi della Guerra franco-indiana, oltre alle difficoltà climatiche locali, che avevano portato a una serie di scarsi raccolti. Le difficoltà economiche per molti virginiani furono aggravate dall'approvazione dello Stamp Act. La reazione dei coloni in Virginia fu quella di incoraggiare la crescita della produzione interna e la diversificazione economica. Dopo l'approvazione degli Townshend Acts nel 1767, il sentimento generale in Virginia spinse con entusiasmo per qualche azione.
George Washington, allora proprietario di una piantagione nella Virginia settentrionale, promosse l'attuazione di un qualche tipo di blocco d'importazione e comunicò i suoi pensieri al suo vicino, George Mason. Washington sostenne che se lo schema fosse adottato su larga scala, i benefici superererebbero i costi della perdita delle importazioni britanniche. Mason, insieme a Washington e Richard Henry Lee, passò diverse settimane a formulare la potenziale struttura di un'associazione di blocco d'importazione che avesse lo scopo di rafforzare l'economia dello stato.
Riuniti alla Raleigh Tavern (gestita da Anthony Hay) a Williamsburg, VA, la Camera dei Burgesses, il 17 maggio, iniziò a discutere la bozza di Mason. Dopo aver modificato alcuni degli articoli e il preambolo, la Camera dei Burgesses, composta da due rappresentanti per ciascuna delle contee, passò le risoluzioni della Virginia Association.

## Conseguenze
Nel preambolo delle risoluzioni della Virginia Association, si dichiarava che gli "Townshend acts erano incostituzionali e distruttivi per la causa della libertà". Il preambolo sottolineava inoltre le difficoltà affrontate dai proprietari delle piantagioni virginiane. Nell'accordo, ai coloni veniva proibito di acquistare, dopo il 1º settembre 1769, qualsiasi articolo su una lunga lista di merci specificate. Tuttavia, poiché esistevano beni che non potevano essere sostituiti dai produttori della Virginia, i firmatari fecero delle eccezioni per i beni grezzi e di basso costo.
L'associazione aveva anche il potere di convocare riunioni future. Era necessaria la presenza di cento firmatari per rivedere i termini dell'accordo a meno che il Parlamento britannico non soddisfacesse le specifiche richieste dettagliate nelle risoluzioni dell'Associazione.
L'Associazione non ebbe il successo inizialmente previsto poiché molti mercanti non rispettarono il boicottaggio. Le esportazioni britanniche verso le colonie diminuirono del 38% nel 1769, ma i produttori britannici continuarono a essere redditizi perché alcuni mercanti non aderirono alle condizioni. Dopo che la Gran Bretagna abolì i dazi Townshend su tutti gli articoli tranne il tè, l'Associazione si indebolì gradualmente, crollando definitivamente nel 1771.